# Downer (Band)
Downer war eine US-amerikanische Alternative-Rock-, Hardcore-Punk- und Nu-Metal-Band aus Orange County, Kalifornien, die Anfang der 1990er Jahre gegründet wurde und sich 2001 auflöste.

## Geschichte
Nachdem sich die Bands Headfirst, in der der Sänger John Scott tätig gewesen war, und Mission Impossibles, in der Aaron Silberman als Gitarrist gespielt hatte, aufgelöst hatten, beschlossen beide Anfang der 1990er Jahre die Band Downer zu gründen. Scott und Silberman kannten sich bereits seit Mitte der 1980er Jahre. Vervollständigt wurde die Besetzung durch den Bassisten Jed Hathaway und den Schlagzeuger Tracey Sledge. Bereits kurz nach der Gründung spielte die Gruppe als Vorband für The Offspring in einem Pizzarestaurant. 1995 erschien daraufhin die EP Pinman. Zudem wurden lokale Auftritte abgehalten. Im folgenden Jahr erschien bei Ammunition Records das Debütalbum Wrestling With Jesus, ehe es zusammen mit Ignite und Earth Crisis auf Tournee ging. Auch in den Jahren danach ging die Gruppe weiter auf Tour und trat dabei mit Sublime, Korn, Deftones und Agnostic Front auf und war auf dem Lollapalooza zu sehen. Über Roadrunner Records erschien 2001 das zweite, selbstbetitelte Album, das von Bob Marlette produziert worden war. Da sich die Band jedoch durch das Label vernachlässigt fühlte und die Veröffentlichung erst viele Monate nach der Fertigstellung stattgefunden hatte, beschloss die Band sich Anfang September aufzulösen.

## Stil
laut.de fand, dass auf Pinman Old-School-Hardcore-Punk mit „aktuelleren Sounds“ vermischt wird. Auf dem zweiten Album sei die Band deutlich gereift. Christian Graf beschrieb die Musik in seinem Nu Metal und Crossover Lexikon als melodischen Hardcore. Zudem kreuze die Gruppe „Hardcore- und Noise-Tradition mit zeitgemäßen Metal-Ideen“. Laut Joel McIver in The Next Generation of Rock & Punk Nu Metal bewegt sich die Band im Schnittbereich zwischen Hardcore Punk und Nu Metal. Scott und Silberman seien in ihrer Jugend durch Bands wie Inside Out und The Offspring beeinflusst worden. Mario Mesquita Borges von Allmusic schrieb, dass Downer durch verschiedene Hardcore-Punk-Stile beeinflusst wurde. Martin Popoff schrieb in The Collector’s Guide of Heavy Metal Volume 4: The ’00s über das selbstbetitelte Album, dass die Band hierauf versucht wie Tool, Hüsker Dü, Korn, Pavement und At the Drive-In den totgeglaubten Rock wiederzubeleben. Die Gruppe sei am Rande zum Nu Metal, habe jedoch mit Rap-Elementen, wie andere Künstler sie benutzen würden, nichts zu tun, allerdings ein bisschen mehr mit Nonpoint und sei gleichauf mit A Perfect Circle. Besonders einprägsam sei der Gesang, der an Dexter Holland von The Offspring erinnere. Zudem klinge sie stellenweise wie eine Metal-Version von Big Country. Elmar Salmutter vom Ox-Fanzine konnte in seiner Rezension zu diesem Album einem Vergleich zu Tool und A Perfect Circle nicht zustimmen, nur gelegentlich erinnere die Gruppe an letztere Band. Der Gesang klinge nicht wie der von Maynard James Keenan, sondern eher wie Dexter Holland. Die Band spiele keinen melodischen oder traditionellen Hardcore, sondern progressiven Post-Hardcore mit einer Tendenz zum Alternative Rock. Es sei schwer die Musik zu kategorisieren, wobei sie originell und abwechslungsreich klinge. Laut Matthias Weckmann vom Metal Hammer mixt die Band auf ihrem selbstbetitelten Album schwere Riffs mit Alternative-Rock- oder Hardcore-Punk-Rhythmen und erinnere an Tool, Jane’s Addiction und Sugartooth. Den Songs wohne eine düstere Klangfarbe inne.

## Diskografie
- 1995: Pinman (EP, Ammunition Records)
- 1996: Wrestling With Jesus (Album, Ammunition Records)
- 2000: Last Time (Single, Roadrunner Records)
- 2001: Downer (Album, Roadrunner Records)